# Chrysolina khalyktavica
Chrysolina khalyktavica – gatunek chrząszcza z rodziny stonkowatych i podrodziny Chrysomelinae.
Gatunek tan opisany został w 2005 roku przez Igora K. Łopatina.
Chrząszcz o ciele ubarwionym czarno z rudymi dwoma początkowymi członami czułków, a pokrywami smoliście brązowymi z szerokim, pomarańczowym obrębieniem po bokach. Wierzch ciała silnie połyskujący. Dość drobne, płytkie punkty i delikatne szagrynowanie pokrywają nadustek. Głaszczki szczękowe o ostatnim członie dwukrotnie dłuższym niż szerokim i skośnie ściętym na szczycie. Bruzda oddzielająca dysk dwukrotnie szerszego niż dłuższego przedplecza od jego zgrubień bocznych jest wąska i płytsza niż u Ch. kuldzhensis. Punktowanie przedplecza bardzo delikatne, nieregularne. Regularne rządki na pokrywach tworzone przez głębokie i gęsto rozmieszczone punkty mają tendencję do ustawiania się w pary. Międzyrzędy odznaczają się bardzo delikatnym szagrynowaniem.
Owad znany tylko z gór Halik Shan w chińskim regionie Xinjiang.